# Eusamytha pacifica
Eusamytha pacifica är en ringmaskart. Eusamytha pacifica ingår i släktet Eusamytha och familjen Ampharetidae. Inga underarter finns listade i Catalogue of Life.